# Jorinde Voigt
Jorinde Voigt (Frankfurt, Hessen, Alemania, 1977) es una artista contemporánea, conocida por sus dibujos a gran escala que desarrollan complejos sistemas de notación derivados de la música, la filosofía y la fenomenología.

## Biografía
Nació en Frankfurt en 1977. Es profesora de pintura y dibujo en la Universidad de Bellas Artes de Hamburgo. Vive y trabaja en Berlín.

### Trayectoria artística
Los dibujos a gran escala de Voigt a menudo surgen de un sistema de pautas y reglas y, por lo tanto, su trabajo ha generado comparaciones con artistas minimalistas y conceptuales, las partituras de eventos y las obras de arte visuales de la vanguardia de la década de 2020 como John Cage e Iannis Xenakis, los patrones algorítmicos de Hanne Darboven, y los parámetros procesales de Sol Lewitt . Sin embargo, a pesar de estas comparaciones, el trabajo de Voigt difiere notablemente de este linaje, particularmente porque sus sistemas rigurosos surgen de cómo el mundo interior, como la experiencia personal, la emoción y la memoria, se cruzan con las condiciones externas. Voigt ha descrito tal proceso como proporcionando "instrucciones para la imaginación".
En 2002, Voigt se alejó del medio de la fotografía y comenzó a hacer los dibujos por los que es más conocida, que alternativamente ha descrito a lo largo de los años como "superficies de proyección, modelos de pensamiento visualizados, diseños científicos experimentales, notaciones, partituras y diagramas ".  Los dibujos resultantes transmiten una serie de impresiones del artista cuando viaja de Orlando a Miami.
La artista desarrolló su sistema simbólico específico en las series Notaciones Florida e Indonesia, ambas de 2003. 
Surgieron así cuadros que ya no podían clasificarse como perspectivistas; más bien, reflejaron la yuxtaposición y la simultaneidad de lo que experimenté”. Otros ciclos de trabajo surgieron del estudio de percepción desarrollado en esta primera serie. Aunque formal y conceptualmente diversos, cada uno de estos ciclos de trabajo comparte el interés por hacer visible aquello que está “detrás” de las cosas y captar la simultaneidad de la experiencia a través de marcas en el papel.

## Obra
- Miradas sobre el arte erótico chino: del siglo XVI al XX (2011/2012): Las obras de esta serie combinan técnicas de notación y collage para traducir imágenes de pinturas e impresiones eróticas chinas históricas en diagramas que comprenden elementos de imagen y texto.[13] El centro de esta serie es un proceso de "lectura visual", que analiza las imágenes como si fueran textos. Haciendo referencia a la tradición pictórica china y japonesa de capturar una escena en múltiples vistas, subsumió hasta 100 vistas, cada una capturando una mirada específica, en cada hoja de papel, de modo que los collages se asemejan a tablas científicas.[14]

- Pieza para palabras y miradas (2012): Esta serie de 36 partes marca un cambio radical en la práctica de Voigt. Mientras que trabajos anteriores desarrollaron sistemas de notación que traducían visualmente la percepción de objetos o situaciones, es el primer ciclo de trabajo en el que intenta encontrar imágenes que correspondan a procesos internos, explora cómo, al leer, las palabras tienen la capacidad de producir imágenes en la imaginación del lector.[15]
- El amor como pasión: sobre la codificación de la intimidad (2013/2014). Proceso similar siguió con esta serie de 48 partes sobre el libro de  Niklas Luhmann de 1982 con el mismo nombre. Cada dibujo de Codificación de la intimidad toma como fuente un capítulo, pasaje o palabra clave que extrajo del libro de Luhmann, comienza cada dibujo marcando los pasajes del texto que desencadenaron asociaciones intuitivas.

- Inmersión (2018/2019): toma como punto de partida el propio proceso de percepción. No tanto de lo que percibimos sino más bien de cómo percibimos. Esta serie busca desarrollar formas apropiadas para comprender la constitución interna de las imágenes arquetípicas, lo que está detrás de lo que vemos y cómo dichas imágenes pueden experimentarse o compartirse colectivamente. Un elemento central de estas obras es el toro, una forma que Voigt concibe como un modelo de percepción, en combinación con flechas, ejes y líneas. Comenzó a trabajar con estas formas en sus Estudios Lacan de 2016.[16] Voigt describe Immersion como una "serie basada en el tiempo", con cada pieza creada una tras otra y representando un momento diferente en el tiempo. “Cuando miras la serie como un todo, puedes ver la conexión exacta entre esos momentos”, explica Voigt, “En la vida real, te enfocas en cada momento a la vez, y no puedes detenerte y alejarte para ver la fotografía más grande." [17] Otro elemento variable de las composiciones es el uso que hace Voigt del oro y los metales preciosos. Ella incorpora incrustaciones de metal recortando secciones de los dibujos y dorándolas con pan de oro, aluminio y cobre y reintegrando las formas en su lugar original en la composición.

## Colecciones
Su trabajo se incluye en museos internacionales y colecciones públicas, incluido el Centro Pompidou, París; Museo de Arte Moderno, Nueva York; Instituto de Arte de Chicago; Kupferstichkabinett Berlín; Estambul Moderna; la Colección Federal de Arte de Bonn, la Hamburger Kunsthalle, Hamburgo; Kunsthaus Zúrich; Museo de Arte de Stuttgart; Museo de Arte Contemporáneo, Oslo; y el Grafische Sammlung, Múnich, o el Museo de Arte Contemporáneo Helga de Alvear, Cáceres, entre otros.

## Exposiciones
- Serie de dibujos de pared 2019: Jorinde Voigt, Menil Drawing Institute, Houston
- 2019 Universal Turn, Horst-Janssen-Museum, Oldenburg
- 2018 Divine Territory, Iglesia St. Matthäus, Berlín
- 2017 A New Kind of Joy, Kunsthalle Nürnberg
- 2014 Super Passion, MACRO Museo de Arte Contemporáneo de Roma, Roma
- 2013 Systematic Notations, Museo de Arte de Nevada NMA
- 2011 Museo Von der Heydt, Wuppertal
- 2010 Staat / Random I-XI, Gemeentemuseum Den Haag
- 2009 Symphonic Area, HDKV Heidelberger Kunstverein
- 2008 Dualnab Nassauischer Kunstverein Wiesbaden